# السكاسكة
السكاسكة إحدى قرى مركز العريش التابع لمحافظة شمال سيناء في جمهورية مصر العربية. حسب إحصاءات سنة 2018، بلغ إجمالي السكان في السكاسكة 1,316 نسمة، منهم 659 رجل و 657 امرأة.